# Přibyslav, Náchod
Přibyslav là một làng thuộc huyện Náchod, vùng Královéhradecký, Cộng hòa Séc.